# 吳方大
吳方大（1403年—？），江西臨安府新喻縣人，民籍。明朝政治人物。進士出身。

## 生平
湖廣鄉試中舉。宣德八年（1433年）癸丑科會試第五十八名，殿試登進士第二甲第二十四名。

## 家族
曾祖吳蒙正。祖父吳立信，曾任新化縣學訓導。父亲吳學優。